# Laphystia varipes
Laphystia varipes là một loài ruồi trong họ Asilidae. Laphystia varipes được Curran miêu tả năm 1931. Loài này phân bố ở vùng Tân Bắc giới.